# Regina Pawuła-Piwowarczyk

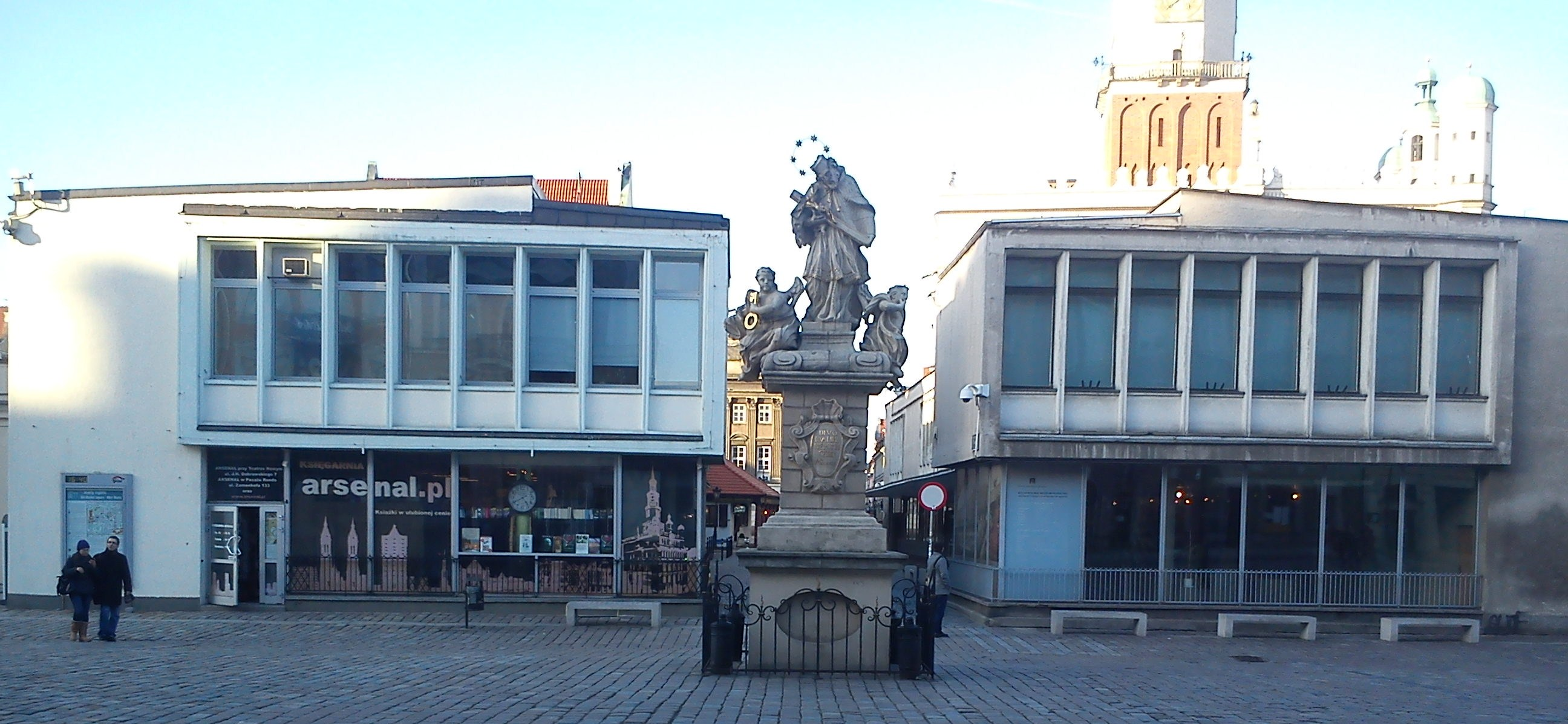
Galeria Miejska Arsenał - jedno z najbardziej rozpoznawalnych dzieł artystki

Koncepcja budowy dzielnicy mieszkaniowej Rataje (Pawuła, Piwowarczyk, Schmidt)

Regina Pawuła-Piwowarczyk (często: Regina Pawulanka, ur. 26 sierpnia 1925 w Poznaniu, zm. 4 marca 2008 tamże) – polska architektka, urbanistka i restauratorka zabytków.

## Życiorys
Członek poznańskiego Oddziału SARP i Wielkopolskiej Okręgowej Izby Architektów RP. Uczennica II i VII (od 1946) Liceum w Poznaniu oraz absolwentka Wydziału Architektury Politechniki Wrocławskiej (1959). Doktorat na Politechnice Warszawskiej (Miejskie centra rekreacji – wpływ wolnego czasu na rozwój miasta lub aglomeracji miejskiej powyżej 500 tysięcy mieszkańców). Habilitacja na Politechnice Poznańskiej (1983, Planowanie zagospodarowania przestrzennego Wielkopolskiego Parku Narodowego – zarys problemu i wybór metody). Odznaczona Srebrną Odznaką SARP w 1963.

## Dzieła
- remiza strażacka dla OSP w Sławoszewie (z opcją projektu typowego dla kolejnych remiz w powiecie tureckim) – 1952,
- szkoła przy ul. Taczanowskiego w Poznaniu – 1954–1955,
- VII Liceum Ogólnokształcące im. Dąbrówki w Poznaniu – 1956–1957,
- szkoły w Poznaniu: ul. Solna róg Alei Niepodległości, ulica Bukowska róg Przybyszewskiego, ulica Winklera róg Jarochowskiego, koniec lat 50. XX wieku,
- szkoła w Uniejowie (na fundamentach budynku sprzed 1914) – 1959 (projekt – 1957),
- ogólny plan zagospodarowania przestrzennego Poznania (wraz z zespołem) – 1962,
- kamienica przy ul. Ratajczaka 21, lata 60. XX wieku,
- domy przy ulicach Drużbackiej i Wyspiańskiego w Poznaniu,
- dom towarowy w Słupcy (Rynek, z Zygmuntem Lutomskim),
- Galeria Miejska Arsenał w Poznaniu (z zespołem),
- Centrum III w Poznaniu (1969, wraz z Zdzisławem Piwowarczykiem),
- ośrodek sportowo-rekreacyjny Politechniki Poznańskiej w Tucznie (1975, niezrealizowany),
- projekt zagospodarowania przestrzennego Wielkopolskiego Parku Narodowego (1983),
- odbudowa i restauracja po zniszczeniach wojennych kamienic na Starym Mieście w Poznaniu:
  - Stary Rynek 55, 56, 57, 60 (1953–1955), 59 (1949–1955),
  - ul. Kozia 23, 25, 26 (1953),
  - ul. Wrocławska 1 i 3 (1953),
  - budynek Wagi Miejskiej (wraz ze Zbigniewem Zielińskim, 1958–1960),
- przedszkola: w Wirach, w Poznaniu (przy ul. Nadolnik i Gorczyczewskiego),
- osiedla mieszkaniowe:
  - Dębiec w Poznaniu (częściowo, prawdopodobnie budynki 15 i 22),
  - przy ul. Górnośląskiej w Kaliszu (z Zygmuntem Lutomskim),
- udział w konkursach:
  - na Zakłady Przemysłu Ziemniaczanego w Międzyrzecu Podlaskim (1966, konkurs wygrany, jednak realizacja przekazana zespołowi Eustachego Chmielewskiego, którego koncepcja została odrzucona przez władze ministerialne; było to przyczyną wypowiedzenia przez Pawułę umowy o pracę w Biurze Studiów i Projektów Przemysłu Ziemniaczanego, gdzie pracowała w latach 1964–1967),
  - na rezydencję prezydenta Habiba Burgiby w Tunisie (1958, wraz z Zdzisławem Piwowarczykiem i Jerzym Schmidtem),
  - na miasto turystyczne na Wyspach Kanaryjskich (1959, wraz z Zdzisławem Piwowarczykiem i Jerzym Schmidtem),
  - na centrum kultury w Pittsburghu,
  - na halę sportową AZS w Poznaniu (1961, wraz z Zdzisławem Piwowarczykiem i Jerzym Schmidtem, konkurs zamknięty),
  - na ratusz w Amsterdamie (1967),
  - na komunikację śródmiejską w Poznaniu (konkurs zamknięty)[2].

## Życie prywatne
Żona Zdzisława Piwowarczyka – architekta.
Pochowana na cmentarzu św. Jana Vianneya w Poznaniu (kwatera Dzieciątka Jezus-68-5).

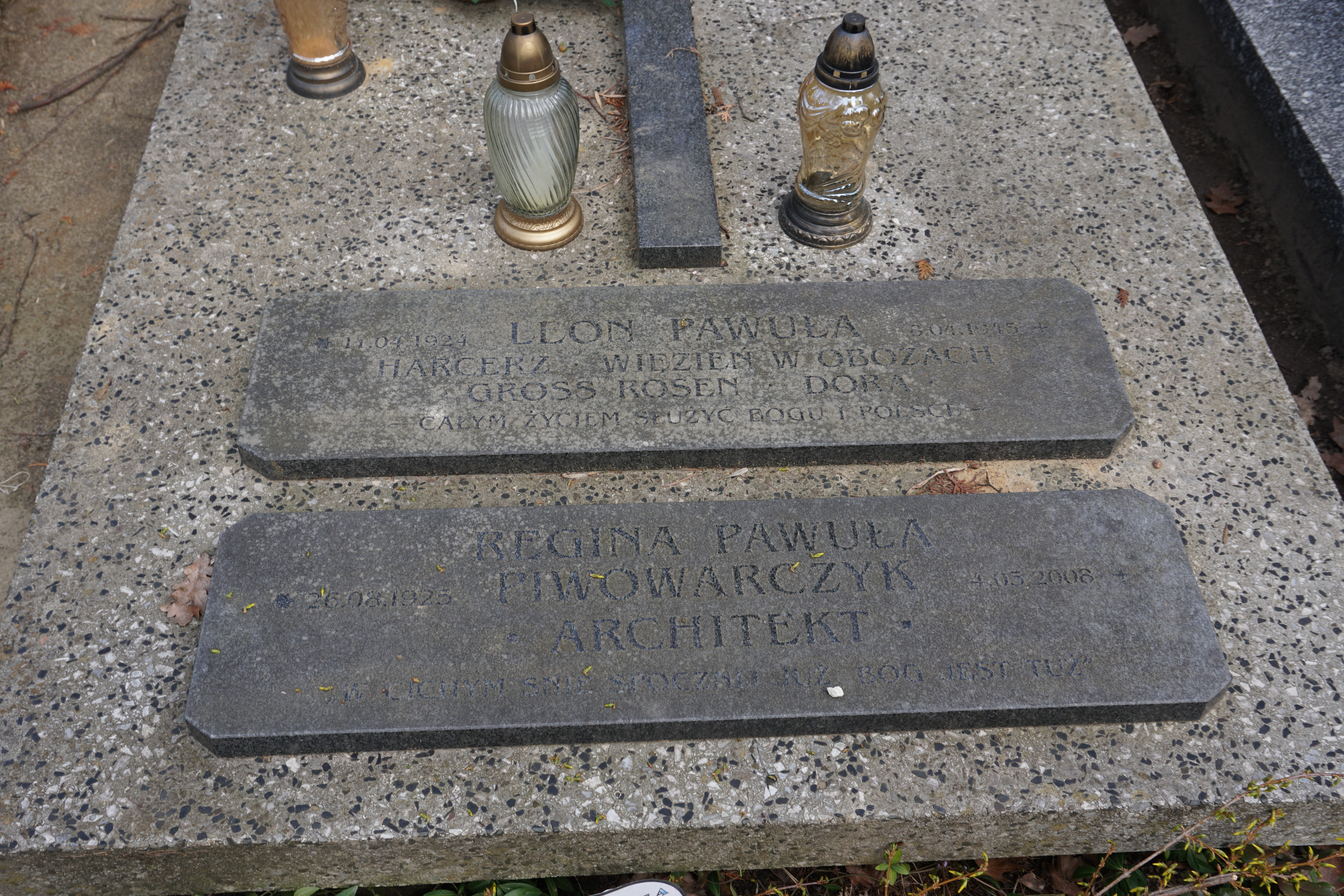
Grób Reginy Pawuły-Piwowarczyk na cmentarzu parafii św. Jana Vianneya w Poznaniu